# 월간 소년 점프
《월간 소년 점프》(月刊少年ジャンプ 겟칸 쇼넨 잔푸[*])는 슈에이샤가 1970년부터 2007년까지 발행하던 월간 소년 만화 잡지이다. 《주간 소년 점프》의 자매지이며 이후 《점프스퀘어》가 후속 잡지로 발행된다.

## 개요
《주간 소년 점프》의 자매지로, 1970년 2월 6일 창간되었다. 《별책 소년 점프》가 전신이다. 1974년부터 월간으로 발행되었다. 1980년대 전반기에는 학원 코미디 만화나 소년향 미소녀 만화가 많았으며, 1990년대에는 미디어 믹스나 완구 등과의 연계를 의식한 만화가 두드러졌다. 평균 발행 부수는 전성기였던 1989년에 약 140만 부를 기록하였으나, 서서히 줄어들어 2006년에는 약 42만 부를 기록, 같은 월간지인 《월간 소년 매거진》과 큰 차이를 보이게 되었다.
이러한 판매 부진 탓에 2007년 6월 6일에 발매된 7월호를 마지막으로 휴간이 결정되었다. 슈에이샤측은 휴간에 대해서 11월에 후속지인 《점프스퀘어》를 창간할 예정이라 밝혔지만, 연재가 지속된 작품을 일부에 그치고 대부분의 작품은 휴간에 따라 종료되었다. 《점프스퀘어》에서 계속 연재되는 작품은 《주간 소년 점프》에서 같은 해 가을까지 연재되었다.
단행본은 《주간 소년 점프》와 같은 "점프 코믹스" 레이블로 발행되었다.

## 관련 잡지
- 점프스퀘어 (후속지)
- 주간 소년 점프